# Rankine Rock
Der Rankine Rock ist ein rund 600 m hoher Nunatak im westantarktischen Queen Elizabeth Land. Am nördlichen Ende des Dufek-Massivs in den Pensacola Mountains ragt er 1,5 km nördlich des Cox-Nunataks auf.
Der United States Geological Survey kartierte ihn anhand eigener Vermessungen und Luftaufnahmen der United States Navy aus den Jahren von 1956 bis 1966. Das Advisory Committee on Antarctic Names benannte ihn 1968 nach David Ford Rankine Jr. (* 1942), Fotograf der Flugstaffel VX-6 bei der Operation Deep Freeze des Jahres 1964.